# Crocidura horsfieldii
Crocidura horsfieldii es una especie de musaraña (mamífero placentario de la familia Soricidae).

## Distribución geográfica
Se encuentra en la China (Hainan y Yunnan), la India, el Nepal y Sri Lanka.